# 富田浦駅
富田浦駅（とみだうらえき）は、徳島県徳島市（現在のかちどき橋一丁目）に存在した鉄道省（国鉄）小松島線の駅（廃駅）である。当駅が存在した当時は小松島線の所属であったが、後年の区間変更により、牟岐線の区間となっている。

## 歴史
- 1934年（昭和9年）9月20日：開設[1]。
- 1941年（昭和16年）8月1日：廃止[1]。

## 現況
昭和初期に廃駅となったため、ホーム等は残っていない。

## 隣の駅
鉄道省（国鉄）
小松島線
徳島駅 - 富田浦駅 - 二軒屋駅